# Trachytrema
Trachytrema is een geslacht van spinnen uit de  familie van de Trochanteriidae.

## Soorten
- Trachytrema castaneum Simon, 1909
- Trachytrema garnet Platnick, 2002